# Cambridge Apostles

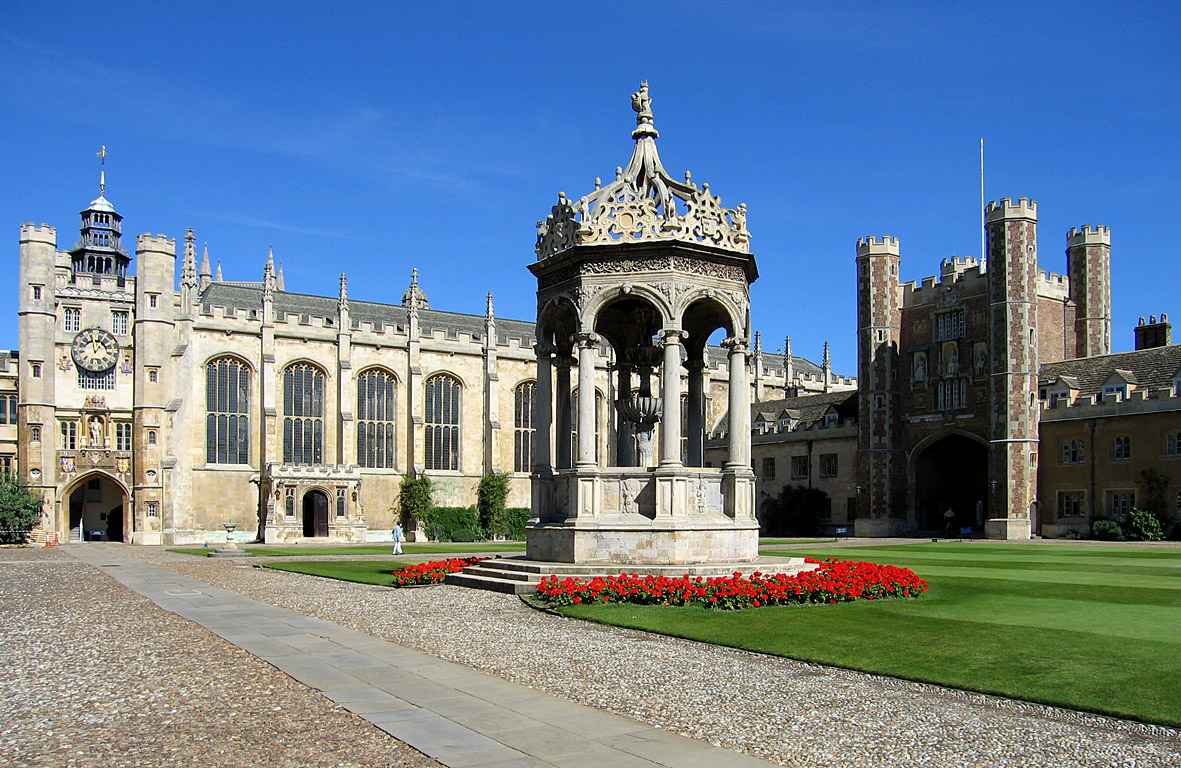
Trinity College Great Court. Die Cambridge Apostles waren für Jahrzehnte um Trinity und King’s Colleges etabliert.

Die Cambridge Apostles, auch bekannt als die Cambridge Conversazione Society und The Apostles, ist eine elitäre intellektuelle Geheimgesellschaft an der Universität Cambridge und wurde 1820 von George Tomlinson nach dem Vorbild einer Freimaurerloge gegründet.
Diese Geheimgesellschaft erhielt den Namen Cambridge Apostles, weil sie die zwölf begabtesten Studenten der Cambridge University verbinden sollte; er war eine Anspielung auf die zwölf Apostel. Die aktiven Mitglieder sind überwiegend Studienanfänger. Die Gesellschaft war traditionell am King’s College und Trinity College angesiedelt, was heute nicht mehr der Fall ist.

## Aktivitäten und Mitgliedschaft
Die Cambridge Apostles waren im Wesentlichen ein Debattierclub. Treffen wurden einmal wöchentlich abgehalten, traditionell an Samstagabenden, bei denen ein Mitglied einen Vortrag zu einem beliebigen Thema hielt und später eine Diskussion zu diesem Thema leitete. Während der Treffen wurden Sardinen auf Toast gegessen, die sie „Wale“ nannten. Zum Vortragsthema gab es keine Beschränkungen – weder moralische, juristische noch ideologische Grenzen sollten die Freiheit des Vortrages behindern.
Die Apostel verwalteten seit ihrer Gründung ein ledernes Tagebuch, in dem ein Schriftführer die besprochenen Themen protokollierte. Die aktiven Mitglieder, die überwiegend Studenten sind, werden als „Apostles“ bezeichnet, ehemalige Mitglieder werden „Angels“ genannt. In der Regel wurden die „Apostles“ zu „Angels“ wenn sie ihr Studium abschlossen oder eine Assistentenstelle, die ein Promotionsstudium begleitete, annahmen. „Angels“ suchten dann nach neuen Mitgliedern unter den Studierenden. Jedes Jahr wurden, unter größter Geheimhaltung, alle „Angels“ zu einem „Apostles’ dinner“ in einem Cambridge College eingeladen.
Studenten, die für eine Mitgliedschaft in Erwägung gezogen wurden, wurden als „Embryos“ bezeichnet und zu „Embryo Parties“ eingeladen, bei denen bestehende Mitglieder entschieden, ob ein „Embryo“ aufgenommen werden sollte oder nicht. Die Studenten besuchten diese Partys, ohne zu wissen, dass sie für eine Mitgliedschaft in Erwägung gezogen wurden. Um ein „Apostle“ zu werden, musste ein Eid zur Geheimhaltung abgelegt werden und eine Vorlesung gehört werden, die ursprünglich vom Apostel Fenton Hort (Theologe seit 1851) geschrieben wurde.

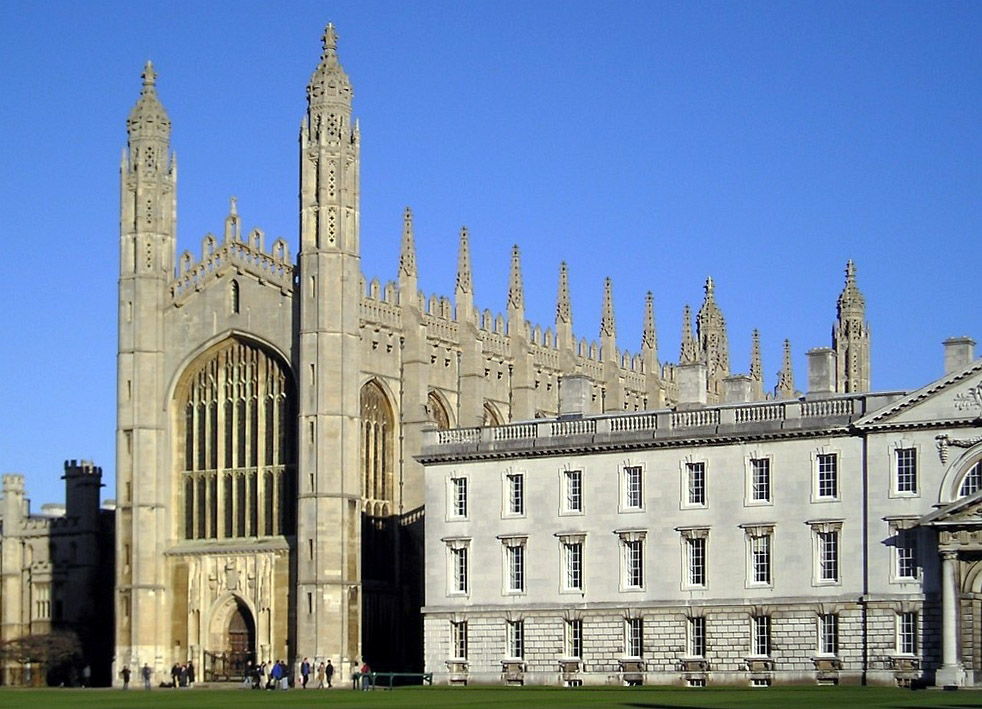
King’s College

Die Gesellschaft hatte immer ihre ungenannten, doch anerkannten Helden, die kein Mitglied sein mussten. Einer der ersten Helden war der Althistoriker Barthold Georg Niebuhr. Um 1900 übte dann der Philosoph George Edward Moore als Mitglied einen starken Einfluss auf die Cambridge Apostles aus.
Es gab nur wenige weibliche Mitglieder. Die erste Frau (eine amerikanische Ph.-D.-Studentin der sozialen Anthropologie) wurde 1985 Mitglied, 165 Jahre nachdem die „Cambridge Apostles“ gegründet worden waren.
Kritiker sagen, dass die geheime Natur der Apostel, zusammen mit der geringen Anzahl der weiblichen Mitglieder und dem signifikanten Anteil der „Angels“, die ein Stipendium in Cambridge erhielten, sowie Stellen in den Medien, der Regierung und der Kirche, die leistungsorientierten Ideale der Universität unterlaufen würde. Ehemalige Mitglieder sprachen von einem lebenslangen Bund, der sie untereinander verband. Der Philosoph Henry Sidgwick schrieb in seinen Memoiren über die Apostel: „the tie of attachment to this society is much the strongest corporate bond which I have known in my life“ (die Bindung zu dieser Gesellschaft ist die stärkste, die ich in meinem Leben gekannt habe).

## Mitglieder
Nachweisbare Mitglieder der Cambridge Conversazione Society sind nach Epochen aufgeteilt. Sofern das Beitrittsjahr bekannt ist, steht es in Klammern.

### Viktorianisches Zeitalter
Dem Viktorianisches Zeitalter zugerechnet werden folgende Mitglieder:
| - Arthur James Balfour, Premierminister - Oscar Browning, Historiker - Erasmus A. Darwin, Mediziner und Bruder von Charles Darwin (1823) - Goldsworthy Lowes Dickinson, Historiker und Philosoph - Arthur Hallam, Lyriker (1829) - John Mitchell Kemble, Historiker - Frederic William Maitland, Jurist | - Frederick Denison Maurice, Theologe und Begründer des christlichen Sozialismus - James Clerk Maxwell, Physiker (1852) - Henry Sidgwick, Philosoph und Utilitarist (1857) - Alfred Tennyson, Dichter des Viktorianischen Zeitalters - George Tomlinson, Bischof von Gibraltar (1820) |

### 20. Jahrhundert
Dem 20. Jahrhundert  zugerechnet werden folgende Mitglieder:
| - Noel Annan, Mitglied des MI5 und Rektor der University of London - Julian Bell, Lyriker - Francis Birrell, Kritiker und Journalist - Anthony Blunt, Kunsthistoriker und Doppelagent (MI6 und KGB-Spion) - Rupert Brooke, Lyriker (1908) - Arthur Buller, Jurist - Charles Buller, Politiker - Guy Burgess, Doppelagent (MI6 und KGB) - Edward Morgan Forster, Schriftsteller (1901) - Roger Fry, Maler und Kunstkritiker (1887) - Godfrey Harold Hardy, Mathematiker - Eric Hobsbawm, Historiker - Alan Lloyd Hodgkin, Physiologe und Nobelpreisträger - Fenton Hort, Theologe (1851) - Aldous Huxley, Schriftsteller - John Maynard Keynes, Wirtschaftswissenschaftler - Paul Levy, Schriftsteller und Restaurantkritiker - Geoffrey Lloyd, Altphilologe - Desmond MacCarthy, Feuilletonist und Kritiker - John McTaggart Ellis McTaggart, Philosoph - Charles Merivale, Historiker - George Edward Moore, Philosoph (1894) | - Raymond Mortimer, Kunstkritiker und Journalist - Victor Rothschild, Bankier - Bertrand Russell, Philosoph (1892) - John Tressider Sheppard, Altphilologe - Gerald Shove, Wirtschaftswissenschaftler (1909) - C. P. Snow, Schriftsteller und Physiker - John Sterling, Schriftsteller - James Strachey, Journalist (Biograph Sigmund Freuds) - Lytton Strachey, Schriftsteller und Kritiker (1902) - Michael Straight, Publizist und KGB-Spion - Stephen Tomlin, Bildhauer - Richard Trench, Schriftsteller und Theologe - George Macaulay Trevelyan, Historiker - Robert Trevelyan, Lyriker und Übersetzer - Saxon Sidney Turner, Schriftsteller - Arthur Waley, Sinologe und Historiker - Leonard Woolf, Verleger und Schriftsteller, Ehemann von Virginia Woolf (1902) - Brooke Foss Westcott, Theologe - Alfred North Whitehead, Mathematiker und Philosoph (1884) - Ludwig Wittgenstein, Philosoph (1912) - Frank Ramsey, Mathematiker und Logiker |

## Cambridge-Spionagering
Die Cambridge Apostles wurden 1973 durch den Cambridge-Spionagering bekannt. 1979 trat Premierministerin Margaret Thatcher vor das House of Commons und verkündete öffentlich den Abgeordneten einen der größten Spionageskandale in der Geschichte Großbritanniens. Mindestens vier Männer, die Zugang zu den höchsten Ebenen der britischen Regierung hatten (zwei von ihnen waren ehemalige Apostel), wurden überführt, Informationen an den KGB weitergeleitet zu haben. Die vier Geheimagenten waren:
1. Guy Burgess, MI6-Officer und Sekretär des stellvertretenden Außenministers[5]
2. Anthony Blunt, MI5-Officer, Direktor des Courtauld Institute und Kunstberater der britischen Königin[5]
3. Donald MacLean, hochrangiger Beamter des Außenministeriums
4. Kim Philby, MI6-Officer und Journalist

Obwohl nur vier Männer enttarnt wurden, gab es Gerüchte über einen fünften Mann, angeblich führender Officer des britischen Geheimdienstes, der nie gefunden wurde. Viele dieser Gerüchte verwiesen auf Victor Rothschild (1910–1990), einen anderen Apostel, der in London Räumlichkeiten für die Treffen der Spione bereitstellte. Es gab jedoch keine Beweise, dass er von den Spionageaktivitäten wusste. Der amerikanische Schriftsteller Michael Straight (1916–2004), ehemaliger Herausgeber der Zeitschrift New Republic, wurde in diesem Zusammenhang ebenfalls vorübergehend verdächtigt.
Unter den genannten Spionen gab es zwei Homosexuelle, Guy Burgess und Anthony Blunt, die beide Mitglieder der Cambridge Apostles waren. Damals hieß es, die Geheimgesellschaft sei von Homosexualität und Marxismus geprägt. Der Kommunist Anthony Blunt sei der Erste gewesen, der 1933 vom KGB rekrutiert wurde, als er in der Sowjetunion war. Zurück in Großbritannien habe er auf Anweisung des KGB schnell weitere Studenten in Cambridge rekrutiert, unter anderem Michael Straight. Nach Angaben des Schriftstellers Russel Aiuto soll es aber nicht Blunt gewesen sein, der Burgess, Philby und MacLean rekrutierte.